# Bezuchov
Bezuchov (en allemand : Besuchow) est une commune du district de Přerov, dans la région d'Olomouc, en République tchèque. Sa population s'élevait à 194 habitants en 2020.

## Géographie
Bezuchov se trouve à 12 km à l'est de Přerov, à 30 km au sud-est d'Olomouc, à 62 km au sud-ouest d'Ostrava et à 238 km à l'est-sud-est de Prague.
La commune est limitée par Kladníky au nord, par Oprostovice et Žákovice à l'est, par Radkova Lhota et Dřevohostice au sud, et par Šišma à l'ouest.

## Histoire
La première mention écrite du village date de 1365.